# Freestyle (genre musical)
Pour les articles homonymes, voir freestyle.
Genres dérivés
Florida breaks, funk melody, funk carioca
Le freestyle ou latin freestyle est un genre musical de dance-pop ou dance ayant émergé aux États-Unis au milieu des années 1980. Il atteint son pic de popularité à la fin des années 1980 jusqu'au début des années 1990. Le genre est toujours d'actualité dans les années 2010 avec un certain regain de popularité, en particulier dans les communautés urbaines latinos et italo-américaines.
Les artistes et groupes notables du genre incluent Stevie B, Corina, Timmy T, George Lamond, TKA, Noel Pagan, Company B, Exposé, The Cover Girls, Lisa Lisa and Cult Jam, Information Society, Sa-Fire, Sweet Sensation, Trilogy, Shannon, Nancy Martinez, Johnny O, Coro, Lisette Melendez, Judy Torres, et Rockell. Ce style musical est diffusé sur des radios locales comme WKTU à New York. Le genre est appelé « Latin hip-hop » au milieu des années 1980.

## Histoire

### Contexte

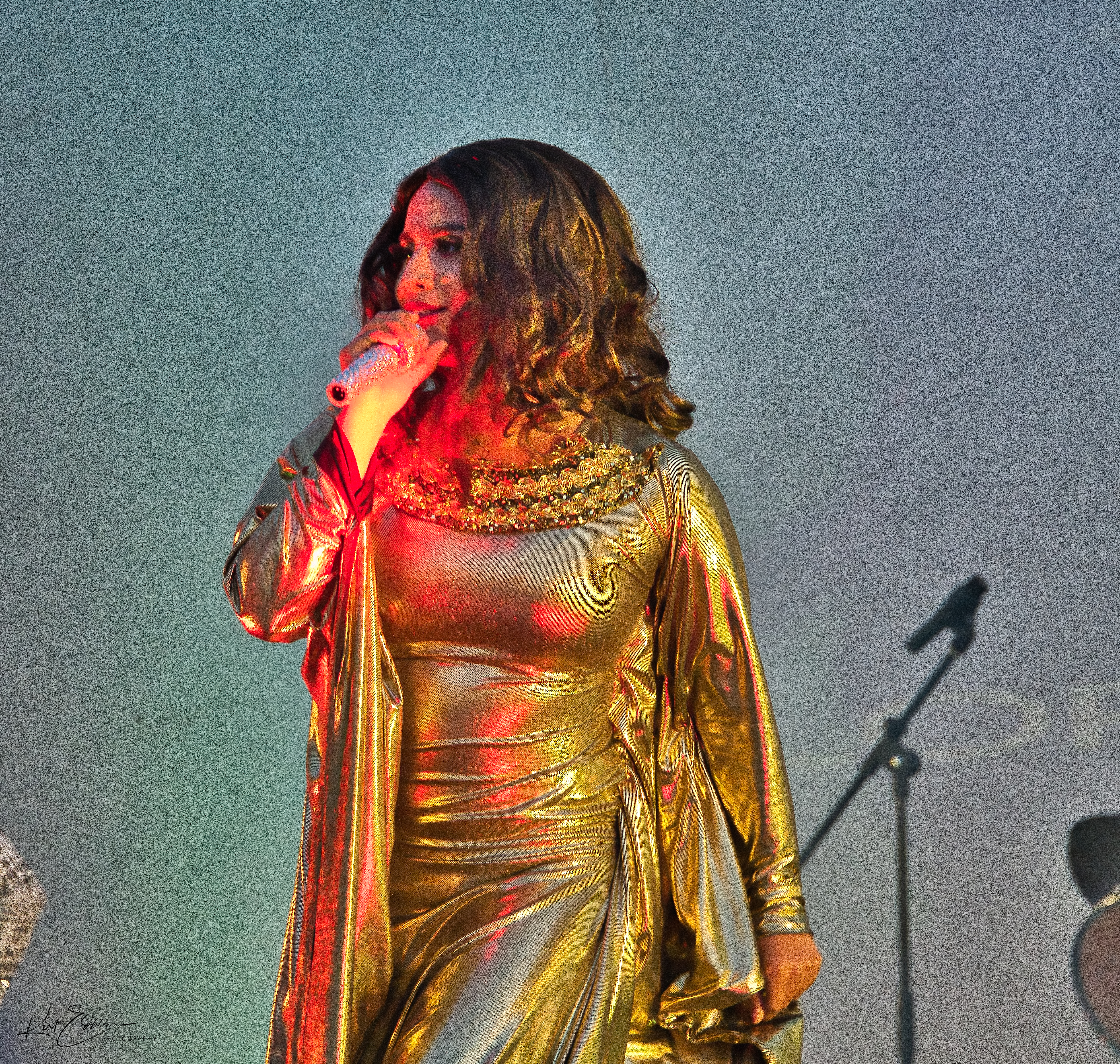
Gloria Estefan.

À New York, au début des années 1980, l'arrivée de morceaux électro-funk dans la scène hip-hop comme Planet Rock d'Afrika Bambaata va permettre à un nouveau son de se développer. À la même période, l'on commence à entendre dans la musique populaire améroicaine des popstars issue de la communauté latine, comme Gloria Estefan et son morceau Conga. Ces deux éléments vont préparer le terrain pour l'arrivée du latin freestyle, composé de pop stars issues de la communauté latino américaine qui chantent sur des rythmes électro-funk.
C'est aussi une période de déclin du disco. Les radios qui en diffusaient changent de programmation, ce qui pousse leur auditeurs à chercher la nouveauté ailleurs. À New York, les radios qui diffusaient jusqu'alors du disco possèdent une forte audience latino-américaine et italo-américaine, qui se tourne alors vers les clubs pour découvrir de nouvelles musiques. Les discothèques sont très importantes dans le développement du freestyle.

### Débuts
La musique freestyle se développe initialement dans la communauté latino de New York au début des années 1980. Le chanteur George Lamond explique que c'est le manque de représentation de personnes latines dans la pop qui a motivé une génération d'artistes latino à se lancer. Let The Music Play de Shannon est le premier succès du freestyle, paru en 1984. La même année, Nayobe publie Please Don't Go et Lisa Lisa and Cult Jam signent I Wonder if I Take You Home. L'année 1985 marque un tournant, c'est le réel début de la vague freestyle.

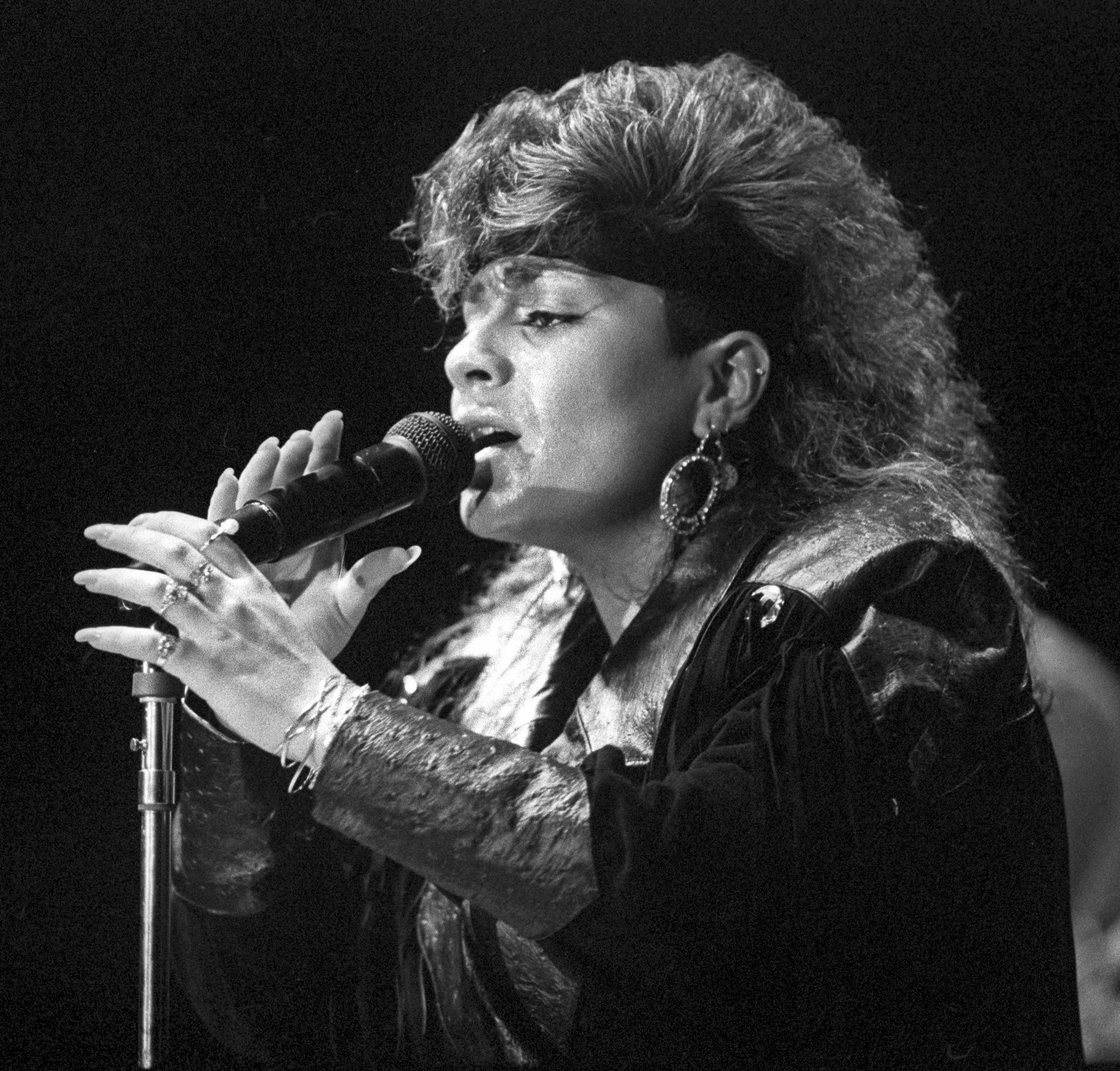
Lisa Lisa

Au départ, ce nouveau genre de musique n'a pas de nom. Quand des danseurs du Loft de David Mancuso se rendent au club new yorkais The Devil's Nest, ils entendent pour la première fois ce genre et improvisent des pas de danse dessus. Ils dansent librement, en mode « freestyle ». À partir de ce moment là, on utilise le mot freestyle pour parler de ce genre de musique.
En 1987, le freestyle commence à être diffusé sur les chaînes de radio pop américaines. Des chansons comme Come Go with Me d'Exposé, Show Me des Cover Girls, Fascinated de Company B, et Don't Break My Heart de Noel Pagan et Sa-Fire, amènent le freestyle vers un plus grand public. La house, fondée en partie sur des rythmes disco, fait face en 1992 au freestyle syncopé.

### Déclin
Les radios freestyle déclinent en 1987, et commencent à disparaître au début des années 1990. Des artistes comme George Lamond, Exposé, Sweet Sensation et Stevie B sont toujours entendu sur les radios pop, tandis que d'autres musiciens notables de freestyle n'y parviennent plus.

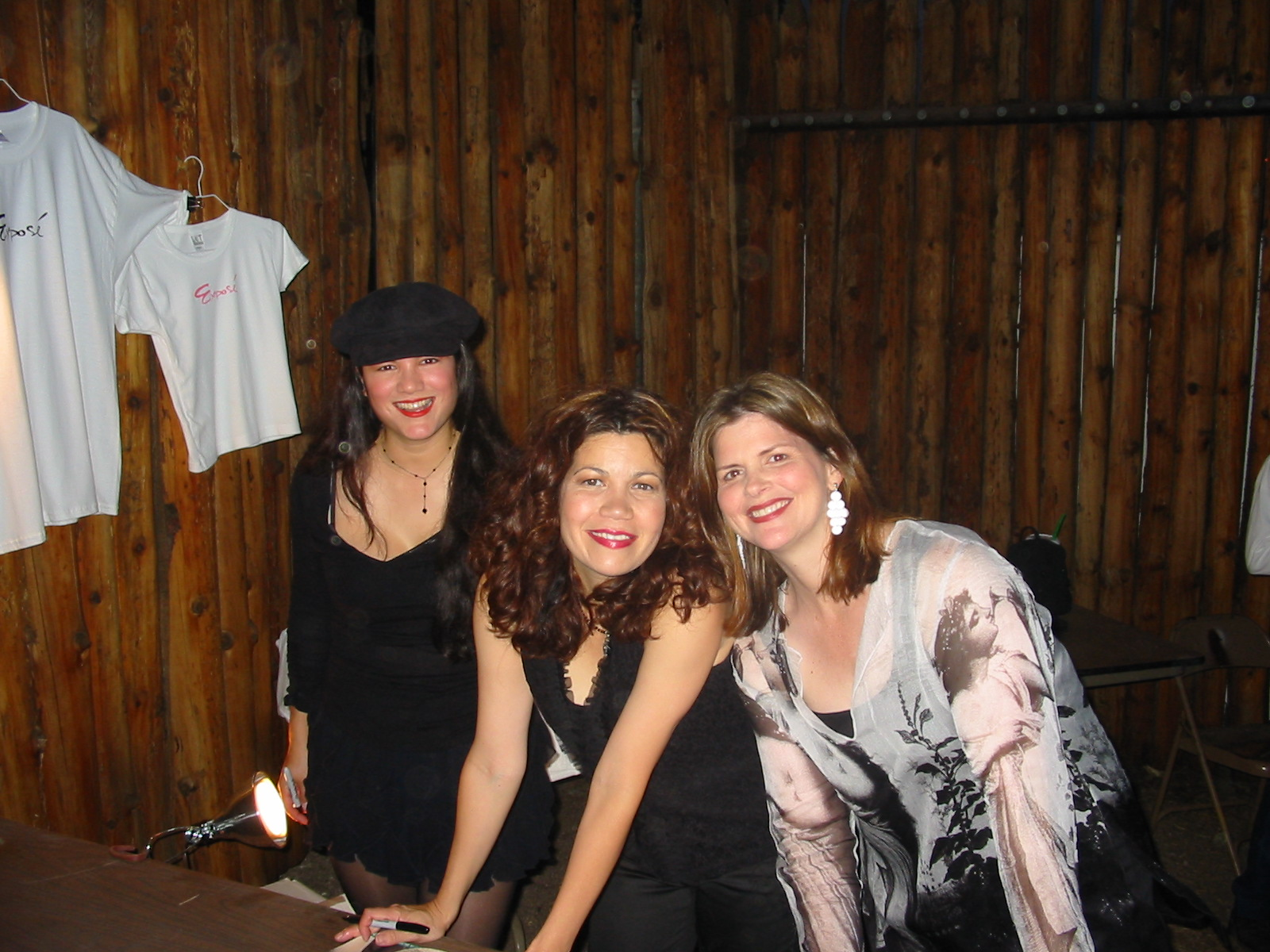
Exposé

Plusieurs raisons peuvent expliquer le déclin du freestyle. Le genre a peu de figures solides et est en majorité composé de one-hit-wonders, des artistes qui n'ont eu qu'un seul grand succès. De nombreuses figures du freestyle pointent du doigt la baisse en qualité des productions comme l'un des facteurs de sa baisse de succès. Au tournant des années 1990, le freestyle souffre d'une surreprésentation de morceaux qui ne trouvent pas leur public, ce qui détourne les auditeurs du genre.
La fin des années 1980 et le début de la décennie 1990 sont aussi une période de changement dans l'industrie musicale. Le rap devient de plus en plus populaire, comme la house. Le rap en particulier est un genre de musique réputé pour porter des messages forts, parler de politique et de problèmes sociaux. Il semble alors plus urgent pour l'auditoire et la critique de s'intéresser au rap plutôt qu'au freestyle qui parle dans sa large majorité, d'amour adolescent.
Enfin le déclin du freestyle est aussi une conséquence du manque de confiance des majors envers le genre et les artistes qui le portent. La musique freestyle est produite sur des labels indépendants et distribuée par des majors comme Columbia, mais dans certains cas, les disques n'arrivent jamais en boutique. Ce manque de confiance s'est parfois basé sur un mode de pensée discriminatoire, comme le raconte Andy Panda dans le documentaire Legends of Freestyle.

### Résurgence
Entre 2010 et 2013, le freestyle continue à être produit aux États-Unis. En mars 2014, le genre connaît un certain regain de popularité.

## Lieux
Les clubs sont essentiels dans le développement du freestyle. En particulier, le Devil's Nest et le FunHouse sont des adresses prisées pour la communauté. La chanteuse Madonna étaient l'une des habituées du Fuhouse. Little Louie Vega, que l'on pouvait entendre aux platines du Devil's Nest, est l'un des DJ les plus importants de ce genre. Les soirées dans des patinoires, où l'on fait du roller sur une piste de danse permettent aussi de populariser le freestyle. Ces soirées roller disco sont fréquentées par un public adolescent, un public déjà sensibilisé au freestyle, car certaines stars du genre sont elles aussi adolescentes. C'est le cas de Lisa Lisa, qui a fait son premier concert dans un roller disco.

### Miami
La scène freestyle se développe d'abord à New York, mais une autre ville est également importante pour le genre : Miami. Là-bas, le producteur Pretty Tony, déjà auteur de morceau d'électro funk inspirés par Afrika Bambata, signe quelques morceau pour la chanteuse Debbie Deb. Amos Larkins II, qui travaillait sur le même label que Pretty Tony, s'inspire de son travail pour produire des morceaux pour la chanteuse Connie. Le travail de Pretty Tony et d'Amos Larkins inspire les producteurs de la Miami bass, qui trouve ses racines dans la musique freestyle.

### Brésil

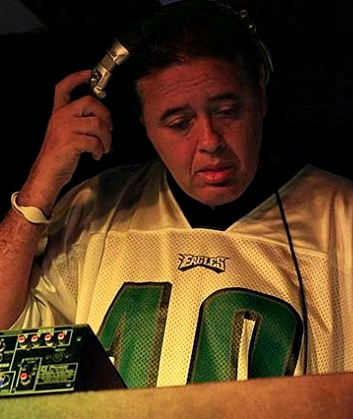
DJ Marlboro

Certains morceaux du baile funk s'inspirent de la musique freestyle, comme Mimosa 2000, paru sur la compilation Furaçao 2000. Dans les années 1990, le baile funk s'inspire de la musique américaine grâce aux DJ brésiliens qui voyagent du Brésil à Miami, comme DJ Marlboro.

## Caractéristiques et thèmes
Le freestyle est à l'origine une fusion d'une instrumentation synthétique et de percussions syncopées d'electro des années 1980 que les fans de breakdance apprécient. Le sampling, comme dans le hip-hop, est ensuite utilisé. Les premières inspirations du freestyle sont Planet Rock d'Afrika Bambaataa et Soul Sonic Force (1982), Play at Your Own Risk de Planet Patrol et Let the Music Play de Shannon qui atteint plus tard le top 10 du Billboard Hot 100 en 1984. D'après George Lamond, le freestyle s'inspire aussi du disco et d'artistes pop comme les Pet Shop Boys. Certains morceaux du courant freestyle utilisent des rythmiques issus de la musique latine comme la salsa.
La majorité des morceaux du freestyle parle de romance et d'histoires amoureuses. Les stars et le public du freestyle étant en grande partie adolescent, ces histoire sont souvent celles de premiers amours. Cette particularité est utilisée pour critiquer le genre au moment de son déclin. Ces thématiques semblent trop légères comparées aux messages portées par d'autres genre, comme le rap,.